# Función suave no analítica
En matemáticas, una función suave no analítica es aquella que es infinitamente diferenciable, pero que no puede expresarse como una serie de potencias convergente. Su existencia representa una de las principales diferencias entre la geometría diferencial y la geometría analítica. En términos de haces, esta diferencia se traduce en que el haz de funciones diferenciables en una variedad diferenciable es fino, en contraste con el caso analítico.
Las funciones infinitamente diferenciables (también conocidas como funciones suaves) y las funciones analíticas son dos tipos muy importantes de funciones. Se puede demostrar fácilmente que cualquier función analítica de argumento real es suave, aunque la relación inversa no es cierta, como se demuestra con el contraejemplo que figura más adelante.
Una de las aplicaciones más importantes de las funciones suaves con soporte compacto es la construcción de los llamados apaciguadores, que son importantes en la teoría de funciones generalizadas, como la teoría de Laurent Schwartz de distribuciones.
Las funciones siguientes se utilizan generalmente para construir particiones de la unidad en variedades diferenciables.

## Función de ejemplo

### Definición de la función

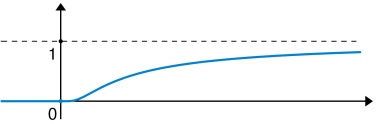
La función suave no analítica f(x) considerada en el artículo

Considérese la función
{\displaystyle f(x)={\begin{cases}e^{-{\frac {1}{x}}}&{\text{ si }}x>0,\\0&{\text{ si }}x\leq 0,\end{cases}}}
definida para cada número real x.

### La función es suave
La función f tiene derivadas continuas de todos los órdenes en cada punto x de la recta real. La fórmula para estas derivadas es
{\displaystyle f^{(n)}(x)={\begin{cases}\displaystyle {\frac {p_{n}(x)}{x^{2n}}}\,f(x)&{\text{ si }}x>0,\\0&{\text{ si }}x\leq 0,\end{cases}}}
donde pn(x) es un polinomio de grado n − 1, generado recursivamente por p1(x) =&nbsp ;1 y
{\displaystyle p_{n+1}(x)=x^{2}p_{n}'(x)-(2nx-1)p_{n}(x)}
para cualquier número entero n positivo. A partir de esta fórmula, no queda completamente claro que las derivadas sean continuas en 0, lo que se desprende del límite unilateral
{\displaystyle \lim _{x\searrow 0}{\frac {e^{-{\frac {1}{x}}}}{x^{m}}}=0}
para cualquier número entero no negativo m.
| Demostración detallada de suavidad |
| Mediante la representación en serie de potencias de la función exponencial, se tiene por cada número natural {\displaystyle m} (incluido el cero) {\displaystyle {\frac {1}{x^{m}}}=x{\Bigl (}{\frac {1}{x}}{\Bigr )}^{m+1}\leq (m+1)!\,x\sum _{n=0}^{\infty }{\frac {1}{n!}}{\Bigl (}{\frac {1}{x}}{\Bigr )}^{n}=(m+1)!\,xe^{\frac {1}{x}},\qquad x>0,} dado que se suman todos los términos positivos para {\displaystyle n\neq m+1}. Por lo tanto, dividiendo esta desigualdad por {\displaystyle e^{\frac {1}{x}}} y tomando el límite por arriba, {\displaystyle \lim _{x\searrow 0}{\frac {e^{-{\frac {1}{x}}}}{x^{m}}}\leq (m+1)!\lim _{x\searrow 0}x=0.} Ahora se demuestra la fórmula para la nésima derivada de f mediante inducción matemática. Usando la regla de la cadena, la regla del recíproco y el hecho de que la derivada de la función exponencial es nuevamente la función exponencial, se comprueba que la fórmula es correcta para la primera derivada de f para todo x > 0 y que p1(x) es un polinomio de grado 0. Por supuesto, la derivada de f es cero para x < 0. Queda por demostrar que la derivada del lado derecho de f en x= 0 es cero. Usando el límite anterior, se tiene que {\displaystyle f'(0)=\lim _{x\searrow 0}{\frac {f(x)-f(0)}{x-0}}=\lim _{x\searrow 0}{\frac {e^{-{\frac {1}{x}}}}{x}}=0.} El paso de inducción de n a n+1 es similar. Para x > 0 se obtiene la derivada {\displaystyle {\begin{aligned}f^{(n+1)}(x)&={\biggl (}{\frac {p'_{n}(x)}{x^{2n}}}-2n{\frac {p_{n}(x)}{x^{2n+1}}}+{\frac {p_{n}(x)}{x^{2n+2}}}{\biggr )}f(x)\\&={\frac {x^{2}p'_{n}(x)-(2nx-1)p_{n}(x)}{x^{2n+2}}}f(x)\\&={\frac {p_{n+1}(x)}{x^{2(n+1)}}}f(x),\end{aligned}}} donde pn+1(x) es un polinomio de grado n = (n + 1) − 1. Por supuesto, la (n + 1)st derivada de f es cero para x < 0. La derivada del lado derecho de f (n) en x = 0 se obtiene con el límite anterior {\displaystyle \lim _{x\searrow 0}{\frac {f^{(n)}(x)-f^{(n)}(0)}{x-0}}=\lim _{x\searrow 0}{\frac {p_{n}(x)}{x^{2n+1}}}\,e^{-1/x}=0.} |

### La función no es analítica
Como se vio anteriormente, la función f es suave y todas sus derivadas en el origen son 0. Por lo tanto, la serie de Taylor de f en el origen converge en todas partes a cero,
{\displaystyle \sum _{n=0}^{\infty }{\frac {f^{(n)}(0)}{n!}}x^{n}=\sum _{n=0}^{\infty }{\frac {0}{n!}}x^{n}=0,\qquad x\in \mathbb {R} ,}
y entonces la serie de Taylor no es igual a f(x) para x > 0. En consecuencia, f no es analítica en el origen.

### Funciones de transición suave
La función
{\displaystyle g(x)={\frac {f(x)}{f(x)+f(1-x)}},\qquad x\in \mathbb {R} ,}

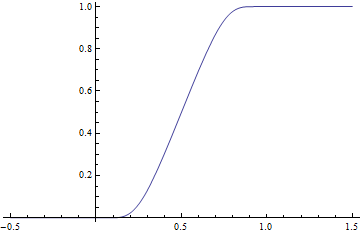
La transición suave g de 0 a 1 se define aquí

tiene un denominador estrictamente positivo en todas partes de la recta real, por lo que g también es suave. Además, g(x) = 0 para x ≤ 0 y g(x) =  1 para x ≥ 1, por lo que proporciona una transición suave del nivel 0 al nivel 1 en el intervalo unidad [0, 1]. Para disponer de una transición suave en el intervalo real [a, b] con a < b, considérese la función
{\displaystyle \mathbb {R} \ni x\mapsto g{\Bigl (}{\frac {x-a}{b-a}}{\Bigr )}.}
Para números reales a < b < c < d, la función suave
{\displaystyle \mathbb {R} \ni x\mapsto g{\Bigl (}{\frac {x-a}{b-a}}{\Bigr )}\,g{\Bigl (}{\frac {d-x}{d-c}}{\Bigr )}}
es igual a 1 en el intervalo cerrado [b, c] y desaparece fuera del intervalo abierto (a, d), por lo que puede emplearse como función bulto.

## Una función suave que no es en ninguna parte verdaderamente analítica

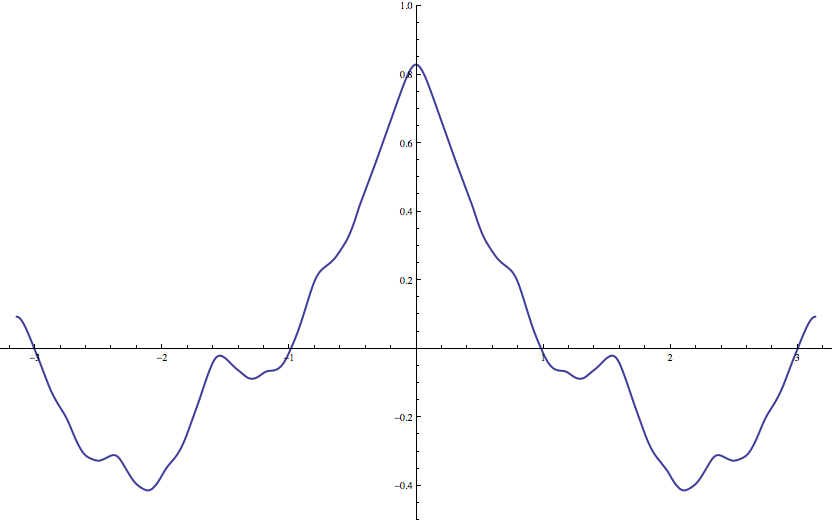
Aproximación de la función mencionada aquí, suave en todas partes pero analítica en ninguna. Esta suma parcial se toma desde k=2^{0} hasta 2^{500}

Un ejemplo más patológico es una función infinitamente diferenciable que no es analítica en ningún punto. Se puede construir mediante una serie de Fourier de la siguiente manera. Definir para todo {\displaystyle x\in \mathbb {R} }
{\displaystyle F(x):=\sum _{k\in \mathbb {N} }e^{-{\sqrt {2^{k}}}}\cos(2^{k}x)\ .}
Dado que la serie {\displaystyle \sum _{k\in \mathbb {N} }e^{-{\sqrt {2^{k}}}}{(2^{k})}^{n}} converge para todo {\displaystyle n\in \mathbb {N} }, se ve fácilmente que esta función es de clase C∞, mediante una aplicación inductiva estándar de la prueba M de Weierstrass para demostrar la convergencia uniforme de cada serie de derivadas.
Ahora se demuestra que {\displaystyle F(x)} no es analítica en ningún múltiplo racional diádico de π, es decir, en cualquier {\displaystyle x:=\pi \cdot p\cdot 2^{-q}} con {\displaystyle p\in \mathbb {Z} } y {\displaystyle q\in \mathbb {N} }. Dado que la suma de los primeros términos de {\displaystyle q} es analítica, solo se necesita considerar {\displaystyle F_{>q}(x)}, la suma de los términos con {\displaystyle k>q}. Para todos los órdenes de derivación {\displaystyle n=2^{m}} con {\displaystyle m\in \mathbb {N} }, {\displaystyle m\geq 2} y {\displaystyle m>q/2} se tiene que
{\displaystyle F_{>q}^{(n)}(x):=\sum _{k\in \mathbb {N}  \atop k>q}e^{-{\sqrt {2^{k}}}}{(2^{k})}^{n}\cos(2^{k}x)=\sum _{k\in \mathbb {N}  \atop k>q}e^{-{\sqrt {2^{k}}}}{(2^{k})}^{n}\geq e^{-n}n^{2n}\quad (\mathrm {as} \;n\to \infty )}
donde se usa el hecho de que {\displaystyle \cos(2^{k}x)=1} para todo {\displaystyle 2^{k}>2^{q}}, y se limita la primera suma desde abajo por el término con {\displaystyle 2^{k}=2^{2m}=n^{2}}. Como consecuencia, en cualquier {\displaystyle x\in \mathbb {R} }
{\displaystyle \limsup _{n\to \infty }\left({\frac {|F_{>q}^{(n)}(x)|}{n!}}\right)^{1/n}=+\infty \,,}
de modo que el radio de convergencia de la serie de Taylor de {\displaystyle F_{>q}} en {\displaystyle x} sea 0 por la fórmula de Cauchy-Hadamard. Dado que el conjunto de analiticidad de una función es un conjunto abierto, y dado que los racionales diádicos son densos, se concluye que {\displaystyle F_{>q}}, y por lo tanto {\displaystyle F}, no es analítico en ninguna parte de {\displaystyle \mathbb {R} }.

## Aplicación a la serie Taylor
Para cada secuencia α0, α1, α2, . . . de números reales o complejos, la siguiente construcción muestra la existencia de una función suave F en la recta real que tiene estos números como derivadas en el origen. En particular, cada secuencia de números puede aparecer como los coeficientes de la serie de Taylor de una función suave.
Este resultado se conoce como lema de Borel, en referencia a Émile Borel.
Con la anterior función de transición suave g, se define
{\displaystyle h(x)=g(2+x)\,g(2-x),\qquad x\in \mathbb {R} .}
Esta función h también es suave, igual a 1 en el intervalo cerrado [−1,1] y desaparece fuera del intervalo abierto (−2,2). Usando h, se define para cada número natural n (incluido el cero) la función suave
{\displaystyle \psi _{n}(x)=x^{n}\,h(x),\qquad x\in \mathbb {R} ,}
que concuerda con el monomio xn en [−1,1] y desaparece fuera del intervalo (−2,2). Por lo tanto, la k-ésima derivada de ψn en el origen satisface que
{\displaystyle \psi _{n}^{(k)}(0)={\begin{cases}n!&{\text{ si }}k=n,\\0&{\text{ en caso contrario, }}\end{cases}}\quad k,n\in \mathbb {N} _{0},}
y el teorema de Weierstrass implica que ψn y cada derivada de ψn están acotadas. Por lo tanto, las constantes
{\displaystyle \lambda _{n}=\max {\bigl \{}1,|\alpha _{n}|,\|\psi _{n}\|_{\infty },\|\psi _{n}^{(1)}\|_{\infty },\ldots ,\|\psi _{n}^{(n)}\|_{\infty }{\bigr \}},\qquad n\in \mathbb {N} _{0},}
que involucran la norma del supremo de ψn y sus primeras n derivadas, son números reales bien definidos. Ahora, se definen las funciones escaladas
{\displaystyle f_{n}(x)={\frac {\alpha _{n}}{n!\,\lambda _{n}^{n}}}\psi _{n}(\lambda _{n}x),\qquad n\in \mathbb {N} _{0},\;x\in \mathbb {R} .}
Mediante la aplicación repetida del regla de la cadena,
{\displaystyle f_{n}^{(k)}(x)={\frac {\alpha _{n}}{n!\,\lambda _{n}^{n-k}}}\psi _{n}^{(k)}(\lambda _{n}x),\qquad k,n\in \mathbb {N} _{0},\;x\in \mathbb {R} ,}
y, usando el resultado anterior para la k-ésima derivada de ψn en cero,
{\displaystyle f_{n}^{(k)}(0)={\begin{cases}\alpha _{n}&{\text{ si }}k=n,\\0&{\text{ en caso contrario, }}\end{cases}}\qquad k,n\in \mathbb {N} _{0}.}
Queda por demostrar que la función
{\displaystyle F(x)=\sum _{n=0}^{\infty }f_{n}(x),\qquad x\in \mathbb {R} ,}
está bien definida y se puede diferenciar término por término infinitas veces. Para ello, basta observar que por cada k
{\displaystyle \sum _{n=0}^{\infty }\|f_{n}^{(k)}\|_{\infty }\leq \sum _{n=0}^{k+1}{\frac {|\alpha _{n}|}{n!\,\lambda _{n}^{n-k}}}\|\psi _{n}^{(k)}\|_{\infty }+\sum _{n=k+2}^{\infty }{\frac {1}{n!}}\underbrace {\frac {1}{\lambda _{n}^{n-k-2}}} _{\leq \,1}\underbrace {\frac {|\alpha _{n}|}{\lambda _{n}}} _{\leq \,1}\underbrace {\frac {\|\psi _{n}^{(k)}\|_{\infty }}{\lambda _{n}}} _{\leq \,1}<\infty ,}
donde la serie infinita restante converge por el criterio del cociente.

## Aplicación a dimensiones superiores
Para cada radio r > 0,
{\displaystyle \mathbb {R} ^{n}\ni x\mapsto \Psi _{r}(x)=f(r^{2}-\|x\|^{2})}

La función Ψ_{1}(x) en una dimensión

con la norma euclídea ||x|| define una función suave en el espacio euclídeo n-dimensional con soporte en la bola de radio r, pero {\displaystyle \Psi _{r}(0)>0}.

## Análisis complejo
Esta patología no puede ocurrir con funciones de una variable compleja diferenciables en lugar de una variable real. De hecho, todas las funciones holomorfas son analíticas, de modo que el hecho de que la función f definida en este artículo no sea analítica a pesar de ser infinitamente diferenciable es una indicación de una de las diferencias más drásticas entre el análisis de variables reales y el de variables complejas.
Téngase en cuenta que aunque la función f tiene derivadas de todos los órdenes sobre la recta real, la extensión analítica de f desde la semi recta positiva x > 0 al plano complejo, que es la función
{\displaystyle \mathbb {C} \setminus \{0\}\ni z\mapsto e^{-{\frac {1}{z}}}\in \mathbb {C} ,}
tiene una singularidad esencial en el origen y, por lo tanto, ni siquiera es continua, y mucho menos analítica. Por el teorema de Picard, alcanza cada valor complejo (con la excepción de cero) infinitas veces en cada vecindad del origen.